# مدوس اپراندی
مدوس اپراندی (انگلیسی: Modus operandi) عادات کاری یا خوگیری کسی است، به ویژه در زمینه تحقیقات تجاری یا جنایی. اما به‌طور کلی تر، این یک عبارت لاتین است که تقریباً به عنوان حالت (یا شیوه) کار ترجمه شده‌است.
این اصطلاح اغلب در کار پلیس هنگام بحث دربارهٔ جرم‌شناسی و پرداختن به روش‌های به کار گرفته شده توسط مجرمان استفاده می‌شود. همچنین در جرم‌شناسی بالینی، استفاده می‌شود، جایی که می‌تواند به یافتن سرنخ‌هایی برای روان‌شناسی مجرم کمک کند. تا حد زیادی شامل بررسی اقداماتی است که افراد برای اجرای جرم، جلوگیری از کشف آن و تسهیل گریز انجام می‌دهند. روش عمل مظنون می‌تواند به شناسایی، دستگیری یا سرکوب آنها کمک کند و همچنین می‌تواند برای تعیین ارتباط بین جنایات استفاده شود.
در تجارت، روش عمل برای توصیف ابزار ترجیحی یک شرکت برای اجرای تجارت و تعامل با سایر شرکت‌ها استفاده می‌شود.